# CDPQ Infra
CDPQ Infra, une filiale à part entière de la Caisse de dépôt et placement du Québec, est responsable de la planification, du financement, de la construction et de l'exploitation de projets d'infrastructures, tant au Québec qu'à l'étranger.

## Origine
En juin 2015, l’Assemblée nationale du Québec a adopté la loi 38 « Loi visant à permettre la réalisation d’infrastructures par la Caisse de dépôt et de placement du Québec » . Le projet de loi 38 a été présenté par le gouvernement de Philippe Couillard afin de permettre la réalisation, la gestion et le financement de projets majeurs d’infrastructure publique, en partenariat avec la Caisse.

## Premiers projets
Au moment de sa création, CDPQ Infra a été chargée par le gouvernement du Québec d’évaluer deux projets de transport collectif pour la région de Montréal ;
- a)	Un système de transport collectif sur le futur pont Champlain (l'actuel pont Samuel-De Champlain);
- b)	Un système de transport collectif pour l’Ouest-de-l’Île (entre le centre-ville de Montréal, l’aéroport Pierre-Elliot-Trudeau de Montréal  et l’Ouest-de-l’Île)[4].

Le 22 avril 2016, CDPQ Infra a annoncé un seul projet intégré de transport collectif, le Réseau express métropolitain (REM). Le REM propose un réseau de système léger sur rail (SLR) de 67 km automatisé et électrique, qui desservira à la fois la Rive-Nord et la Rive-Sud de Montréal, l’aéroport Pierre-Elliot-Trudeau, l’Ouest-de-l’Île et le centre-ville de Montréal . Ce projet représente un investissement de l’ordre de 5,5 milliards de dollars et la Caisse s’engage à participer à la hauteur de 3 milliards de dollars dans ce vaste réseau.

### Projet de transport structurant pour la ville de Québec
Le Premier ministre du Québec, François Legault, a mandaté la Caisse en novembre 2023 afin « d’étudier sur une période de 6 mois le meilleur projet de transport structurant pour Québec ». Cette annonce faisait suite à un volte-face du gouvernement concernant le projet de troisième lien Québec-Lévis, abandonné en avril 2023 faute de données justifiant la construction d’un tunnel autoroutier entre les deux centres-villes. En réponse à ce mandat, CDPQ Infra a dévoilé, le 11 juin 2024, le « Plan Circuit intégré de transport express (CITÉ) », un plan de mobilité structurant sur 15 ans évalué à 15 milliards de dollars. Ce plan, en trois phases, propose notamment 95 kilomètres de voies affectées au transport collectif, incluant 35 kilomètres de tramway, 30 kilomètres de service rapide par bus (SRB) et 30 kilomètres de voies réservées. La Caisse est d'avis qu'un troisième lien autoroutier « ne peut pas être justifié du point de vue de la mobilité » puisque les analyses qu'elle a faites « pointent vers un déplacement de la congestion, et non pas à l'amélioration recherchée de la mobilité », selon elle.
La première phase prévoit la construction d’une nouvelle ligne de tramway de 19 kilomètres reliant les secteurs Le Gendre, Sainte-Foy, l'Université Laval, la colline parlementaire, Saint-Roch et Charlesbourg similaire à celui proposé par l'ancien maire de la Ville de Québec, Régis Labeaume. Ce projet, officiellement nommé TramCité, inclura 29 stations et vise à doubler l’offre de transport collectif dans l’axe le plus achalandé de la Communauté métropolitaine de Québec (CMQ). La construction de cette ligne de tramway est prévue pour débuter en 2027, avec une mise en service planifiée en 2033.
En octobre 2024, CDPQ Infra a accepté un nouveau mandat du gouvernement du Québec pour entamer la planification détaillée de la première phase du Plan CITÉ. Ce mandat inclut l’établissement d’un échéancier optimisé, la préparation des activités d’approvisionnement et la conception technique du tramway. CDPQ Infra a également confirmé la mise en place d’une équipe spécialisée regroupant les expertises nécessaires au bon développement du projet.
En décembre 2024, un partenariat officiel a été scellé entre le gouvernement du Québec, la Ville de Québec et CDPQ Infra pour la réalisation du projet TramCité. Cette entente précise les rôles et responsabilités des parties impliquées : le gouvernement agit comme maître d’ouvrage, CDPQ Infra comme maître d’œuvre, et la Ville de Québec comme partenaire et bénéficiaire. La Ville poursuivra notamment les acquisitions foncières et les travaux préparatoires, tout en soutenant CDPQ Infra dans la coordination des activités.
CDPQ Infra a également publié un avis au marché pour inviter les entreprises locales et internationales à participer aux processus d’approvisionnement. Le projet sera développé en mode conception-construction progressive (CCP) afin de minimiser les risques, les coûts et les délais liés à sa réalisation.